# Konstanta raspada
Konstanta raspada (oznaka λ) je fizikalna veličina koja opisuje brzinu radioaktivnoga raspada uzorka radioaktivne tvari. Konstanta raspada je obrnuto razmjerna (proporcionalna) vremenu poluraspada: 
{\displaystyle \lambda ={\frac {\ln 2}{T_{1/2}}}}
ili približno:
{\displaystyle \lambda ={\frac {0,693}{T_{1/2}}}}
gdje je: T1/2 - vrijeme poluraspada. Razlikuje se za različite atomske jezgre, različite subatomske čestice i za različite vrste radioaktivnih raspada i jedno je od osnovnih svojstava pojedinih radionuklida i subatomskih čestica. Mjerna je jedinica konstante raspada recipročna sekunda (s–1).

## Statistička zakonitost radioaktivnog raspadanja
Osnovna je činjenica da je tok radioaktivnog raspadanja potpuno neovisno o vanjskim prilikama. Za jedan atom koji se raspada nevažno je da li se pored njega nalazi još jedan takav atom. Kad će pojedini radioaktivni atomi izbaciti alfa-česticu ili elektron, ne može se predvidjeti. Emisija alfa-čestica ili elektrona nastupa iznenada, a da se ne opaža nikakav vanjski poticaj, niti bilo kakva prethodna promjena. Premda je potpuno neizvjesno kad će se pojedini atom raspasti, to se ipak od golemog mnoštva atoma raspadne u jedinici vremena uvijek isti postotak (%). Način radioaktivnog raspada svojstveno je za svaku radioaktivnu tvar. Da se raspadne polovina prvobitne količine uranija, potrebno je da prođe 4,5 milijarde godina. Početna količina radija umanji se na polovinu za 1 590 godina, a njegova emanacija za 3,83 dana. Neke radioaktivne tvari raspadaju se u izvenredno brzom tempu. Tako se Th C’ (torij) smanji na polovinu u vremenu od 3∙10-7 s.
Broj atoma koji se raspadnu u određenom vremenu prije svega je sukladan (proporcionalan) ukupnom broju. Uzmimo da imamo na početku 1 000 000 atoma. Od toga se na primjer može u jednoj sekundi raspasti 1 000 atoma. Poslije prve sekunde imamo, dakle, još 999 000 atoma. U drugoj sekundi neće se, naravno, više raspasti 1 000 atoma nego 999. Raspadne se samo svaki tisući atom. Imamo li N atoma, to je broj atoma koji se raspadnu u jednoj sekundi jednak N/1000. Motrimo li raspade mjesto u jednoj sekundi u vremenu dt, to je broj raspada jednak dt∙N/1000. Sasvim općenito je za neku radioaktivnu tvar broj atoma koji se raspadnu u vremenu dt jednak:
{\displaystyle \mathrm {d} N=-\lambda \cdot N\cdot \mathrm {d} t}
gdje je: λ - konstanta raspada koja daje koliki se dio atoma raspada u jedinici vremena. Integriramo li tu jednadžbu, dobivamo:
{\displaystyle N=N_{0}\cdot e^{-\lambda \cdot t}}
gdje je: N0 je broj radioaktivnih atoma u početnom trenutku. Kako se vidi broj atoma eksponencijalno opada. Ovaj eksponencijalni zakon je iskustveno potpuno potvrđen. Na osnovu toga možemo upravo zaključiti, odakle smo pošli: da je radioaktivno raspadanje pojedinog atoma događaj koji ne ovisi o drugim atomima ili vanjskim prilikama. Svuda gdje nađemo takav eksponencijalni zakon leže u osnovi pojedinačni, nezavisni procesi koji nastupaju s istom vjerojatnošću.
U zakonu raspadanja možemo mjesto konstante λ uzeti njenu obrnutu (recipročnu) vrijednost:
{\displaystyle t_{0}={\frac {1}{\lambda }}}
gdje je: t0 - vrijeme u kojem se smanji količina radioaktivnog elementa za faktor 1/e. To se vrijeme zove srednje trajanje.
Običaj je da se u eksperimentalnoj fizici pored konstante 1/λ uzme još i polovično trajanje T, to jest vrijeme u kojem se radioaktivni element raspadne na polovinu:
{\displaystyle {\frac {1}{2}}\cdot N=N_{0}\cdot e^{-\lambda \cdot T}}
Ako to logaritmiramo vidimo da između konstante λ i polovičnog trajanja T postoji odnos:
{\displaystyle T={\frac {1}{\lambda }}\cdot \log _{10}2}
Kad se uzme u prirodi neki radioaktivni element, opaža se u njemu određeni omjer između radioaktivnih tvari. Tako na primjer dolazi u prirodi na 1 tonu uranija 0,35 grama radija. Radioaktivna raspadanja u prirodi dovode do stanja ravnoteže. Izvorna tvar, uranij, ima tako veliko polovično trajanje, da se njegova količina ne promijeni osjetno u velikim vremenskim rasponima. No prvi produkt koji iz njega nastaje raspada se 1010 puta brže, a isto tako i tvari koje iz njega slijede, imaju znatno kraće polovično trajanje. Može se lako uvidjeti da količine svih tih radioaktivnih tvari ostaju praktički konstantne, iako se neke raspadaju brže, a neke sporije. Uzmimo da na početku imamo samo uranij. Raspadanjem njegovih atoma pomalo nastaje izotop Z = 90, A = 234. Količina nove tvari neće rasti preko svake granice. Nova se tvar brzo raspada i jedanput će biti dostignuta ona razmjerno mala količina kod koje se isto toliko atoma raspada koliko novih atoma nastaje sporim raspadanjem uranija. Ta se količina praktički dalje ne mijenja. Označimo s N2 broj atoma nove tvari, a s N1 broj uranijevih atoma. U stanju ravnoteže je broj radioaktivnih raspadanja jednak za obje tvari:
{\displaystyle \mathrm {d} N_{1}=\mathrm {d} N_{2}}
Taj odnos vrijedi i dalje i za sve iduće potomke uranija koji redom nastaju jedan iz drugog. Uzmemo li u obzir prvu jednadžbu, možemo pisati:
{\displaystyle \lambda _{1}\cdot N_{1}=\lambda _{2}\cdot N_{2}=\lambda _{3}\cdot N_{3}=...}
Uvrstimo li ovamo polovično trajanje, dobivamo:
{\displaystyle {\frac {N_{1}}{T_{1}}}={\frac {N_{2}}{T_{2}}}={\frac {N_{3}}{T_{3}}}=...}
Kad su radioaktivne tvari u ravnoteži, tad se njihove količine odnose kao polovična raspadanja. Iz ovog zakona možemo izračunati polovična trajanja radioaktivnih elemenata koji postoje milijunima i milijardama godina. Za radij je pokusima ustanovljeno da njegovo polovično trajanje iznosi 1 590 godina. Omjer u količinama radija i uranija iznosi 3,5∙10-7. Iz gornjeg zakona izlazi da je polovično trajanje uranija jednako:
{\displaystyle T_{U}=T_{Ra}\cdot {\frac {N_{U}}{N_{Ra}}}=1590\cdot {\frac {1}{3,5\cdot 10^{-7}}}=4,5\cdot 10^{9}\mathrm {godina} }
Radioaktivna raspadanja mogu poslužiti da se ustanovi starost pojedinih geoloških slojeva. U uranijevu mineralu troši se pomalo kroz golema vremenska razdoblja uranij, a kao stabilni konačni produkt odlaže se izotop olova Z = 82, A = 206. Količina tog nastalog olova neposredno daje starost minerala. Na taj način uspjela je odrediti starost geoloških epoha.

## Konstanta raspada i vrijeme poluraspada nekih nestabilnih atomskih jezgara
| Atomska jezgra | Konstanta raspada (s–1) | Vrijeme poluraspada |
| -------------- | ----------------------- | ------------------- |
| 8Li (litij)    | 0,825                   | 0,84 sekunde        |
| 210Rn (radon)  | 8,0225 ∙ 10–5           | 2,4 sata            |
| 24Na (natrij)  | 1,287 ∙ 10–5            | 15 sati             |
| 131I (jod)     | 1,003 ∙ 10–6            | 8 dana              |
| 60Co (kobalt)  | 4,169 ∙ 10–9            | 5,27 godina         |
| 14C (ugljik)   | 3,833 ∙ 10–12           | 5 730 godina        |
| 235U (uranij)  | 3,124 ∙ 10–17           | 703 000 000 godina  |